# Государственная граница (телесериал)
«Госуда́рственная грани́ца» — советский многосерийный историко-приключенческий телевизионный художественный фильм, снятый на киностудии «Беларусьфильм» в 1980—1988 годах и рассказывающий о службе советских пограничников. Действие происходит в период с 1917 года по конец 1980-х годов и разворачивается на территории СССР от Дальнего Востока до западных границ.
В 1981 году фильм был удостоен премии КГБ СССР.
В 2013 году в Республике Беларусь начались съёмки продолжения картины. Было выпущено ещё четыре двухсерийных фильма.

## Состав и сюжет
Первая часть сериала состоит из 8 фильмов, объединённых главными действующими лицами. Каждая серия посвящена событиям в определённый период становления и развития советской пограничной службы.

### Фильм № 1 —«Мы наш, мы новый…» (1980)
1917 год. Октябрьская революция. Бывший капитан пограничной стражи Владимир Данович отказывается эмигрировать из России и соглашается участвовать в создании новой пограничной службы молодого Советского государства… Премьера на ТВ — 28.05.1980.

### Фильм № 2 —«Мирное лето 21-го года» (1981)
На советский приграничный город нападают переодетые в красноармейскую форму бандиты. Стоящая за ними польская разведка и белоэмигранты готовят новые операции по дискредитации советских пограничников. Чекисты готовят ответные меры… Премьера на ТВ — 27.05.1981.

### Фильм № 3 —«Восточный рубеж» (1982)
1929 год. На советско-китайской границе пограничники раскрывают заговор.

### Фильм № 4 —«Красный песок» (1984)
1930-е годы. Средняя Азия, Туркестан. Задача пограничников — уничтожить главаря басмачей Мумин-бека.

### Фильм № 5 —«Год сорок первый» (1986)
1941 год, начало Великой Отечественной войны. Первый удар немецких войск принимают на себя советские пограничники.

### Фильм № 6 —«За порогом победы» (1987)
1946 год, Западная Украина. Закончилась Великая Отечественная война, но в лесах ещё скрываются отряды украинских националистов. Пограничникам необходимо заслать в их ряды своего человека.

### Фильм № 7 —«Солёный ветер» (1988)
Прибалтика, конец 1950-х годов. Западные спецслужбы засылают в пограничную зону диверсанта для организации крупномасштабной провокации.

### Фильм № 8 —«На дальнем пограничье» (1988)
Закавказье, армяно-турецкая граница, конец 1980-х годов. Иностранные спецслужбы создают на территории СССР шпионские сети. На одной из южных застав пограничники обезвреживают агента западной разведки.

## Продолжение сериала (2013—2015)
В 2013—2015 годах киностудия «Беларусьфильм» при поддержке Министерства обороны Республики Беларусь сняла продолжение сериала по сценарию Валентина Залужного. Новая картина рассказывает о белорусском пограничнике, который бросает вызов современным веяниям международной преступности. Режиссёрами выступили Игорь Четвериков и Сергей Талыбов. Было выпущено четыре двухсерийных художественных фильма (нумерация сохранена общая): «Курьеры страха», «Афганский капкан», «Смертельный улов» и «Ложная цель». Действие их происходит уже в независимой Белоруссии. Премьера состоялась в феврале 2014 года на белорусском телеканале «СТВ».

### Фильм № 9 — «Курьеры страха»
Действия разворачиваются в 1992 году. Офицер-пограничник Антон Пекарский, пройдя войну в Афганистане и отслужив десять лет на границе в Узбекистане, становится ненужным распадающемуся на части государству и возвращается в родную Беларусь. Опыт и верность долгу пограничника оказываются востребованными для формирующейся национальной погранслужбы, которая предотвращает переправку за рубеж контейнера с отработавшим ядерным топливом для нужд исламских радикалов.

### Фильм № 10 — «Афганский капкан»
1993 год. Для решения особо сложных задач по пресечению контрабанды, нелегальной эмиграции и выполнению многих других опасных операций, в Белоруссии сформирована отдельная служба активных мероприятий — ОСАМ. Возглавить одно из её подразделений предстоит Антону Пекарскому. Он должен выследить группу исламистов, планирующих незаконно пересечь границу и отправиться на Ближний Восток.

### Фильм № 11 — «Смертельный улов»
1999 год. Пограничники задерживают нелегально перевозимый через днепровский участок белорусско-украинской границы груз. Контрабандой оказывается один из похищенных на Украине противозенитных ракетных комплексов, предположительно, предназначенный для изучения в одной из западных стран. Для разбирательства по этому делу подключается ОСАМ. Для участия в расследовании украинская сторона присылает своего агента. Всё усложняется из-за недоверия между сторонами.

### Фильм № 12 — «Ложная цель»
Майор пограничной службы Константин Кудин служит на заставе, где погиб его отец. Он регулярно отказывается от повышений, чем вызывает неудовольствие своей супруги. Во время обхода границы Кудин обнаруживает камень со шпионским оборудованием и срывает планы сразу нескольких групп злоумышленников: местного дельца Тюрина, промышляющего контрабандой наркотиков, его покровителя из числа пограничников и группы террористов, планирующих теракт в Минске прямо во время чемпионата мира по хоккею.

## В ролях

### 1980—1988
- Александр Денисов — Иван Трофимович Гамаюн, унтер-офицер, комендант Мглинского участка Особого отдела западной границы РСФСР, начальник пограничного отряда в Туркестане (фильмы № 1 «Мы наш, мы новый…», № 2 «Мирное лето 21-го года» и № 4 «Красный песок»)
- Игорь Старыгин — Владимир Алексеевич Данович, капитан Отдельного корпуса пограничной стражи, заместитель начальника особого отдела Западного пограничного округа (фильмы № 1 «Мы наш, мы новый…» и № 2 «Мирное лето 21-го года»)
- Юрий Каюров — Владимир Ильич Ленин (фильм № 1 «Мы наш, мы новый…»)
- Михаил Козаков — Феликс Эдмундович Дзержинский (фильм № 2 «Мирное лето 21-го года»)
- Аристарх Ливанов — Серж (Сергей Владимирович Алексеев), поручик/полковник (фильмы № 1 «Мы наш, мы новый…» и № 3 «Восточный рубеж»)
- Владимир Новиков — Алексей Кузьмич Могилов, чекист-пограничник, красноармеец (фильмы № 2 «Мирное лето 21-го года» и № 3 «Восточный рубеж»)
- Андро Кобаладзе — Иосиф Сталин (фильм № 3 «Восточный рубеж»)
- Виталий Быков — комиссар (фильм № 3 «Восточный рубеж»)
- Дмитрий Матвеев — лейтенант/майор Илья Петрович Сушенцов, начальник погранзаставы, начальник погранотряда (фильмы № 5 «Год сорок первый» и № 6 «За порогом победы»)
- Евгений Леонов-Гладышев — Виктор Белов, младший политрук погранзаставы (фильм № 5 «Год сорок первый»)
- Арчил Гомиашвили — Иосиф Сталин (фильм № 5 «Год сорок первый»)
- Фёдор Сухов — лейтенант Павел Викторович Белов (фильм № 7 «Солёный ветер»)
- Андрей Алёшин — капитан Валерий Павлович Белов (фильм № 8 «На дальнем пограничье»)
- Константин Веремейчик — член революционного отряда

### 2013—2015
- Андрей Фролов — Антон Викторович/Александрович Пекарский, майор (фильм № 9 «Курьеры страха», фильм № 10 «Афганский капкан»), полковник (фильм № 11 «Смертельный улов»)
- Дмитрий Ратомский — Константин Ильич Кудин, майор (фильм № 12 «Ложная цель»)

## Награды
- 1981 — Премия КГБ СССР

## Технические данные
- Производство: «Беларусьфильм» (Белоруссия), по заказу Гостелерадио СССР
- Годы выпуска: 1980—1988 2013—2015
- Изображение: стандартное (4:3)
- Звук: Моно